# وليد طه
وليد طه، (العبرية: וליד טאהא) (كفر قاسم،7 سبتمبر 1968-)، هو سياسي فلسطيني من عرب 48، ينتمي للحركة الإسلامية، انتخب نائب عن الحركة في الكنيست الاسرائيلي العام 2019، واعيد انتخابه عام 2020 ضمن القائمة المشتركة.
ولد وليد يوسف طه في 7 أيلو 1968، وهو يسكن مدينة كفر قاسم وانتخب لأول مرة للكنيست الثانية والعشرين  ومن ثم للكنيست الثالثة والعشرين من قبل القائمة المشتركة عن القائمة العربية الموحدة
حصل على اللقب الأول بتفوق بموضوع العلوم السياسية من الجامعة المفتوحة وعلى اللقب الثاني بموضوع الدراسات الأمنية من جامعة تل أبيب، كما حصل على شهادة تدريس بموضوع التاريخ من جامعة تل أبيب. 
وقبل انتخابه للكنيست شغل وليد طه منصب مدير قسم التربية في بلدية كفر قاسم لمدة أربع سنوات كان عضوًا في مجلس شورى الحركة الإسلامية في كفر قاسم لسنوات طويلة؛ كما كان في السابق رئيسًا للحركة الإسلامية في كفر قاسم، وعضوًا سابق لمجلس الشورى القطري في الحركة الإسلامية؛ وهو الآن عضو في المكتب السياسي القطري في الحركة الإسلامية 
وفي الكنيست الثالثة والعشرين، شغل عضوية لجنة التربية، الثقافة والرياضة واللجنة الخاصة لتوجهات
الجمهور، كما يشغل منصب رئيس لجنة التربية في القائمة المشتركة. 